# ロフティ・フェイク・アナグラム
『ロフティ・フェイク・アナグラム』（Lofty Fake Anagram）は、アメリカ合衆国のジャズ・ヴィブラフォン奏者、ゲイリー・バートンが1967年に録音・発表したスタジオ・アルバム。

## 解説
前作『ダスター』（1967年）に引き続き参加したラリー・コリエルとスティーヴ・スワロウ、それに新ドラマーのボブ・モーゼス（コリエルと共にフリー・スピリッツのメンバーとして活動していた）を迎えたカルテットによる録音である。本作のタイトルは、作詞家のポール・ハインズが当時、コンピュータを使ってアナグラムに変換できない文を研究し、最終的に「Your rappaplat bugle calls」というフレーズを「高尚な偽アナグラム」と自画自賛したことに由来している。
スコット・ヤナウはオールミュージックにおいて5点満点中4.5点を付け「最初期のフュージョン・グループ（マイルス・デイヴィスの『ビッチェズ・ブリュー』より2年早い）における、バートンとロック的なコリエルのインタープレイが、このセッションを重要たらしめている」と評している。

## 収録曲
特記なき楽曲はゲイリー・バートン作曲。
1. 1967年6月15日 - "June the 15, 1967" (Michael Gibbs) - 4:54
2. フィーリングズ・アンド・シングズ - "Feelings and Things" (M. Gibbs) - 4:09
3. フルーレット・アフリケーヌ - "Fleurette Africaine" (Duke Ellington) - 3:43
4. アイム・ユア・パル - "I'm Your Pal" (Steve Swallow) - 3:08
5. ラインズ - "Lines" - 3:17
6. ザ・ビーチ - "The Beach" - 3:46
7. 死者の母親 - "Mother of the Dead Man" (Carla Bley) - 5:03
8. 善き市民スワロー - "Good Citizen Swallow" - 5:36
9. モジョ将軍の殲滅 - "General Mojo Cuts Up" (S. Swallow) - 4:38

## 参加ミュージシャン
- ゲイリー・バートン - ヴィブラフォン
- ラリー・コリエル - ギター
- スティーヴ・スワロウ - ベース
- ボブ・モーゼス - ドラムス